# Miquel Àngel Serra
Miquel Àngel Serra és Doctor en Biologia. És gestor d'investigació al Laboratori de Neurofarmacologia del Departament de Ciències Experimentals i de la Salut de la Universitat Pompeu Fabra (des del 2005). Va ser investigador científic del Centre Comú d'Investigació de la Comissió Europea des del 1988. Va ser degà de la Facultat de Ciències de la Salut de la Universitat Internacional de Catalunya (2002-2005). Coautor i coordinador del llibre ¿Humanos o posthumanos? Singularidad tecnológica y mejoramiento humano (Fragmenta Editorial, 2015).